# 索皮希雅
索皮希雅（Sulpicia），约于公元前1世纪后期活动。古罗马诗人。法学家和演说家塞尔维乌斯·苏尔皮基乌斯·鲁福斯之女。生活于奥古斯都时期。现存六首短诗（计40行）保存在提布鲁斯编著的诗集中。